# Zelamyia alyctus
Zelamyia alyctus är en tvåvingeart som beskrevs av Jason Gilbert Hayden Londt 2005. Zelamyia alyctus ingår i släktet Zelamyia och familjen rovflugor. Inga underarter finns listade i Catalogue of Life.